# Màrsies d'Alexandria
Màrsies (en llatí Marsyas, en grec antic Μαρσύας) era el general dels alexandrins quan es van revoltar contra Ptolemeu VIII Evergetes II Fiscó.
Hegèloc, el comandant de les forces reials, el va fer presoner i el va portar davant el rei, que tot i el seu paper en la revolta no el va fer executar, segons diu Diodor de Sicília.